# Adetus stramentosus
Adetus stramentosus là một loài bọ cánh cứng trong họ Cerambycidae.